# Pseudagrion glaucum
Pseudagrion glaucum – gatunek ważki z rodziny łątkowatych (Coenagrionidae). Występuje w Afryce Subsaharyjskiej.